# Semidesierto kazajo
El semidesierto de Kazajistán o semidesierto kazajo es una ecorregión del bioma de los desiertos y matorral xerófilo, situada en Kazajistán. El clima es semiárido y continental, con una precipitación anual total de 160 mm (6,3 pulgadas), y temperaturas medias en enero de -15 °C (5 °F) y en julio de 23 °C (73 °F). Es una zona de transición entre las estepas y los desiertos de Asia central y alberga la flora que se encuentra en ambos biomas, predominantemente poáceas, en particular las especies de Stipa, y arbustos como las especies de Artemisia. En esta ecorregión se encuentran varios mamíferos y aves, pero el hábitat está amenazado por el pastoreo excesivo y la fragmentación debido a la invasión humana. Sin embargo, la reciente reducción del número de cabezas de ganado en Kazajistán está dando a las plantas nativas una mayor oportunidad de regenerarse.

## Configuración
El semidesierto de Kazajistán es un ecotono entre la Estepa de Kazajistán al norte y el desierto del norte de Asia Central al sur, que corre en una banda a través del centro de Kazajistán. El clima aquí es semiárido y altamente continental. Las precipitaciones promedian entre 160 mm y 240 mm anuales. Las temperaturas medias en enero oscilan entre -13 °C (9 °F) y -16 °C (3 °F), mientras que las medias de julio están entre 21 °C (70 °F) y 24 °C (75 °F). Las temperaturas medias anuales están alrededor de 10 °C (50 °F). La topografía de la región consiste en vastas llanuras planas y salinas rotas por mesetas disecadas, conocidas localmente como melkosopochniki.

## Flora
Como transición entre las estepas y los desiertos de Asia Central, esta ecorregión sustenta la flora que se encuentra en ambos biomas. Las gramíneas, más dominantes en el norte, incluyen varias especies de Stipa (S. lessingiana, S. sareptana, S. kirghisorum, y la endémica S. richterana) y tipchak (Festuca valesiaca). Al sur, llegan a dominar los arbustos, principalmente las especies de Artemisia (A. lerchena, A. lessingiana, A. gracilescens, A. sublessingiana, y A. terrae-albae). La vegetación de las llanuras salinas está compuesta por Artemisia pauciflora, A. schrenkiana, A. nitrosa, Atriplex cana, Anabasis salsa y Camphorosma monspeliaca.

## Fauna
Los mamíferos de la ecorregión incluyen la especie en peligro crítico de extinción antílope saiga (Saiga tatarica), el argali de Karaganda (Ovis ammon collium), la gacela boquiabierta (Gazella subgutturosa), el gato de Pallas (Otocolobus manul), el lobo gris (Canis lupus), el tejón europeo (Meles meles) y el turón jaspeado (Vormela peregusna). El caballo de Przewalski (Equus ferus przewalskii) es nativo de la ecorregión, pero no se ha visto en ella desde 1968.
Las especies de aves incluyen la grulla común (Grus grus), la grulla damisela (Grus virgo), el escribano pelirrojo (Emberiza bruniceps), las alondras (Alaudidae), las collalbas (Oenanthe), las gaviotas (Anthus spp.), la ganga de vientre negro (Pterocles orientalis), la ganga de Pallas (Syrrhaptes paradoxus), el águila esteparia (Aquila rapax), el águila real (Aquila chrysaetos), el halcón peregrino (Falco peregrinus) y el halcón sacre (Falco cherrug).

## Estado de conservación y amenazas
La agricultura, el pastoreo excesivo y la fragmentación del hábitat debido a la invasión humana son las principales amenazas para la integridad de esta ecorregión, y su estado de conservación figura en la lista de «crítico/peligro». Sin embargo, las recientes y dramáticas reducciones del número de cabezas de ganado en Kazajistán han dado lugar a que grandes zonas tengan mayores posibilidades de rehabilitación. Ninguna zona de esta ecorregión está estrictamente protegida y algunos refugios no preservan adecuadamente los ecosistemas locales.